# D Zäller Wiehnacht
D Zäller Wiehnacht (hochsprachliche Schreibweise: Zeller Weihnacht) ist ein musikalisches Krippenspiel und Singspiel (Schuloper) von Paul Burkhard in schweizerdeutscher Sprache (Zürichdeutsch). Erstmals aufgeführt wurde es in der Dorfkirche in Zell (südöstlich von Winterthur) im Jahr 1960.
Darsteller, Erzähler und Sänger sind ausschliesslich Kinder.
An dem Krippenspiel wurde nach Aufführungen 1960, 1961 und 1962 in Zell «[d]ie Einfachheit, die Ursprünglichkeit, das intensive Beteiligtsein aller Mitwirkenden, die Modernität und Direktheit des Dialekttextes und die schlichte Musik» gelobt.
Das Krippenspiel wurde seither in vielen Kirchen und Schulen aufgeführt und ist das bekannteste Krippenspiel der Schweiz.

## Inhalt
Die Zäller Wiehnacht besteht aus acht Liedern, die durch Spielszenen zu einem Krippenspiel verbunden werden. Das Krippenspiel beginnt mit dem bekanntesten Lied «Das isch de Schtärn vo Bethlehem». Es erzählt vom Stern von Betlehem, der die Geburt Christi ankündigt. Das Lied hat Aufnahme ins Kirchengesangbuch der Evangelisch-reformierten Kirchen der deutschsprachigen Schweiz gefunden (RG 426) und wird auch unabhängig vom Krippenspiel zur Weihnachtszeit oft gesungen.
Anschliessend verteilen die Schauspieler im Spiel die Rollen und machen sich Gedanken über die Aktualität der Weihnachtsgeschichte.
In die Verkündigung der Geburt Jesu durch den Engel Gabriel an Maria ist das zweite Lied eingebettet: «Kei Muetter weiss, was irem Chind wird gscheh».
Es folgt der Aufbruch der Weisen im Morgenland. Darin erhält das Bekenntnis, dass der neue Heiland auch für die "Mohren" auf die Welt kommt, im Text und im Lied «Au für eus wird de Heiland gebore» breiten Raum.
«Mir händ’s glatt bim König Herodes» ist ein kritisches Lied, welches die Dekadenz am Hof des Herrschers Herodes in Jerusalem beschreibt. Die Partystimmung am Hof wird durch die Ankunft der drei Weisen zerstört, die den neugeborenen König suchen. Die Szene endet mit dem Befehl des Herodes, in Bethlehem alle Knaben unter zwei Jahren zu töten.
Die nächste Szene spielt auf dem Feld bei den Hirten. «Wached uuf, schlafed nöd!» ist eine musikalische Darstellung der Verkündung der Geburt an die Hirten durch Engel. Die Hirten wundern sich, dass ausgerechnet Bengel «(Strick und Bängel)» wie sie die gute Nachricht zu hören bekommen und fragen sich, was sie dem Christus schenken könnten.
«Es Schöfli tuen em bringe» ist ein Lied mit repetitivem Aufbau, in dem dem neugeborenen Jesus von den Hirten mehrere Geschenke gebracht werden und für jedes Geschenk jeweils die gleiche Strophe gesungen wird. Die letzte Strophe als Höhepunkt lautet: "Mich selber will ich ihm bringen."
Bei «De Kaiser hät’s befole» geht es um den Zensus in der Bibel, der von Kaiser Augustus befohlen worden sein soll. Anschliessend sieht man Maria und Josef auf der Suche nach einem Platz in einer Herberge, die im Stall der «Herberge zum Sternen» endet. Nun treten alle erdenklichen Randständigen an die Krippe, für die der Heiland in die Welt gekommen ist.
Es folgt das Lied «Was isch das für e Nacht». Auch dieses Lied wurde ins Reformierte Gesangbuch aufgenommen (RG 422).
Das Spiel endet mit der Versammlung aller Figuren an der Krippe. Beim Auftritt der einzelnen Figuren wird jeweils nochmals ein Ausschnitt aus dem ihnen zugehörigen Lied gesungen.

### Lieder
1. Das isch de Schtärn vo Bethlehem
2. Kei Muetter weiss, was irem Chind wird gscheh
3. Au für eus wird de Heiland gebore
4. Mir händ’s glatt bim König Herodes
5. Wached uuf, schlafed nöd!
6. Schöfli tuen em bringe
7. De Kaiser hät’s befole
8. Was isch das für e Nacht

## Veröffentlichungen
- Drehbuch: D’ Zäller Wiehnacht, Ein Krippenspiel von Paul Burkhard, Musikverlag & Bühnenvertrieb Zürich 1961
- Partitur: D’ Zäller Wiehnacht, Ein Krippenspiel von Paul Burkhard, Musikverlag & Bühnenvertrieb Zürich 1965

Im Handel ist eine Originalaufnahme in Zell unter der Leitung des Komponisten sowie eine spätere Aufführung der Schule von Hinwil erhältlich.
Anlässlich einer Neuaufführung durch die Primarschule Zell zum 100. Geburtstag des Autors kam es 2011 im Zug der Tendenz zur «politisch korrekten» Umschreibung von Kinderliteratur aus dem 20. Jahrhundert zu einer Neufassung des Liedes Au für eus, rabeschwarzi Mohre.
In demselben Jahr wurde eine "experimentelle Inszenierung" am Schauspielhaus Zürich aufgeführt.